# استقرا
اِستِقرا (به انگلیسی: Induction) یا استدلال استقرایی (به انگلیسی: Inductive reasoning) روشی در منطق است که با مشاهده‌های خاص آغاز می‌شود و به نتیجه‌گیری‌های کلی می‌رسد. برخلاف استدلال قیاسی که از کلی به جزئی حرکت می‌کند و نتیجه‌اش در صورت صحت مقدمات قطعی است، استدلال استقرایی از جزئیات به کلیات می‌پردازد و نتیجه‌اش احتمالاً درست است، نه حتماً.
به‌عنوان مثال، اگر مشاهده کنیم که صد پرنده‌ای که دیده‌ایم همگی سفید بوده‌اند، ممکن است نتیجه بگیریم که «همه پرندگان سفید هستند». اما این نتیجه‌گیری قطعی نیست، زیرا ممکن است پرنده‌ای با رنگ دیگر وجود داشته باشد.
بنابر این، استدلال استقرایی، یک برداشت نمونه‌محور و پنداشت‌محور است. استدلال استقرایی بر اساس فرایند هم‌نمایی (یعنی نتیجه‌گیری از همسانی نمونه‌ها) عمل می‌کند ، یعنی یک گواه‌آوری «آزموده‌محور»، «نمونه‌بردار» یا «نمون‌سنج» است.
استدلال استقرایی در علوم نقش مهمی دارد؛ دانشمندان با جمع‌آوری داده‌ها و مشاهده الگوها، فرضیه‌هایی ارائه می‌دهند که سپس با آزمایش‌های بیشتر بررسی می‌شوند. با این حال، فیلسوفانی مانند دیوید هیوم به «مسئله استقرا» اشاره کرده‌اند و معتقدند که نمی‌توان به‌طور منطقی تضمین کرد که آینده مانند گذشته خواهد بود، حتی اگر الگوهای گذشته تکرار شده باشند.
در مجموع، استدلال استقرایی ابزاری قدرتمند برای کشف الگوها و توسعه نظریه‌ها است، اما همواره باید با آگاهی از محدودیت‌های آن و احتمال خطا در نتیجه‌گیری‌ها مورد استفاده قرار گیرد.

## توضیحات
استدلال استقرایی نوعی استدلال است که مقدمات آن از نتیجه به صورت محتمل پشتیبانی می‌کنند؛ به گونهٔ دیگر مقدمات از نتیجه حمایت نسبی دارند. در مقابل استدلال قیاسی است که مقدمات به صورت قطعی از نتیجه حمایت می‌کنند. در منطق کلاسیک استدلال استقرایی را استدلال از جز به کل تعریف می‌کردند که در منطق جدید این تعریف پذیرفته نیست.
بعضی انواع استقرا، تعمیم، استدلال علمی، استدلال بر مبنای تمثیل و پیش‌بینی نام دارند.
فرایند استقرا از مشاهدات جزئی شروع شده و استنتاج نتایج تعمیم داده می‌شود.
نمونه‌ای از استدلال استقرایی: هر خرگوشی که تا به حال مشاهده شده است دستگاه تنفسی داشته است؛ بنابراین همهٔ خرگوش‌ها دستگاه تنفسی دارند.

## گونه‌ها
هر استدلال مدعی است که مقدمات آن زمینهٔ درستی نتیجهٔ آن استدلال را فراهم می‌سازند و در واقع حضور همین ادعا هست که نشان دهندهٔ وجود یک استدلال است.
یک استدلال استنتاجی مدعی است که مقدمات آن نتیجه را به‌طور قطعی پشتیبانی می‌کند. به عکس یک استدلال استقرایی چنین ادعایی ندارد. اگر قضاوت ما از تفسیر یک متن استدلالی این‌گونه باشد که چنین ادعایی به قطع وجود دارد، آن‌گاه برداشت ما از آن متن یک استدلال استنتاجی است. اگر چنین قضاوتی نداشته باشیم، برداشت ما از آن متن یک استدلال استقرایی است. از آنجا که در هر استدلال چنین قطعیتی (به‌طور ضمنی یا صریح) ادعا می‌شود یا نمی‌شود، بنابراین هر استدلال، استنتاجی یا استقرایی خواهد بود.
استدلال کل به جزء یا استدلال قیاسی (deductive reasoning) یکی از دو استدلال معروف در منطق (استدلال کل به جزء و استدلال جزء به کل (the deductive and inductive approaches)) می‌باشد. استدلال کل به جز هنگامی است که در استدلال از یک نظریه (تئوری) کلی استفاده کنیم و به فرضیه یا فرضیه‌های جزئی برسیم. در پژوهش‌ها، زمانی که پژوهشگر از نظریه استفاده می‌کند و فرضیه می‌سازد و برای آزمون فرضیه‌ها داده جمع‌آوری می‌کند و نتیجه می‌گیرد می‌گوییم پژوهشگر از روش استدلال کل به جز استفاده کرده است. روش استدلال جز به کل (inductive approaches) بر عکس این روش می‌باشد یعنی پژوهشگر داده جمع‌آوری می‌کند و الگو بین داده‌ها و متغیرها کشف می‌کند سپس فرضیه می‌سازد و فرضیه را آزمون می‌کند و در نهایت نظریه می‌دهد. روش‌های جز به کل و کل به جز از دو روش مهم در پژوهش می‌باشد (the deductive and inductive methods).

### استقرا تام
استقرا تام در جایی است که افراد مورد نظر، یعنی نمونه‌های جزئی که می‌خواهیم از آن‌ها نتیجه‌گیری کنیم، به تعدادی باشند که بتوانیم همهٔ آن‌ها را بررسی کنیم، یعنی افراد و نمونه‌ها، محدود و معدود باشند و هر یک جداجدا مورد بررسی قرار گرفته باشند و پس از بررسی همهٔ آن‌ها، حکم کلی صادر شود. این حکم کلی در مورد همهٔ آن‌ها صادق است، زیرا تک تک آن‌ها مورد بررسی قرار گرفته و مشمول این حکم بوده‌اند.

### استقرا ناقص
این استقرا در صورتی است که همهٔ افراد مورد نظر بررسی نشده باشند. به این صورت که ما در تعدادی از آن‌ها صفتی معین بیابیم و سپس حکم کنیم که همهٔ افراد آن موضوع دارای آن صفت هستند.

## یک نمونهٔ ساده
نمونهٔ زیر، ویژگی این روش را نشان می‌دهد:
- همه انسان‌هایی که تاکنون دیده‌ام می‌میرند.
- سقراط انسان است.
∴ بنابراین: سقراط خواهد مرد.
پیش‌فرض نخست بیان می‌کند که همه موجودات قرار گرفته زیر نام و عنوان «انسان» که تاکنون مورد مشاهدهٔ فرد مدعی قرار گرفته‌اند می‌میرند. عبارت دوم بیان می‌کند: سقراط هم زیر عنوان یک «انسان» قرار دارد. در نتیجه سقراط بالاخره می‌میرد، زیرا او نیز به عنوان یک انسان خواهد مرد، چون که عنوان «انسان» به او نسبت داده شده و این ویژگی او را نیز شامل می‌شود.

## روش استقرایی ـ قیاسی
روش استقرایی ـ قیاسی روشی است که از زمان ارسطو باب شده، و در سیر تحولی خود در عهد رنسانس در علوم مختلف تجربی آن را نقد و بررسی کرده‌اند. در مجموع می‌توان گفت دانشمندان مختلف اصل روش استقرایی ـ قیاسی را پذیرفته بودند، اما کسانی مانند بیکن در قرن شانزدهم و هفدهم در کیفیت شرایط و اصول موضوعه اش مجادلاتی با روش ارسطویی داشته‌اند که این مجادلات به تصحیح روش ارسطویی می‌انجامید، ولی در کنار این روش، روش استقرایی محض، که مورد تأیید کسانی چون دونس اسکوتس، اکام، هیوم و هرشل بود، در قرن نوزدهم به همت جان استوارت میل به‌طور فزاینده ای تبلیغ و ترویج شد. میل مدعی بود که از راه استقرای صرف و بدون کاربست روش قیاسی می‌توان به ضرورت و علیت پدیده‌ها دست یافت. روش استقرایی محض در قرن بیستم به مکتب اصالت تجربه انجامید. این مکتب به‌طور کلی منکر هرگونه معرفت پیشین و غیر حسی است.